# Bellamybuurt

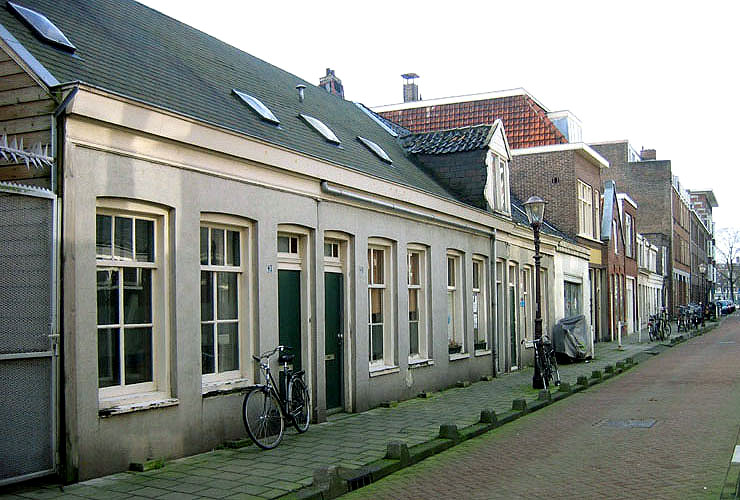
De Wenslauerstraat met de kenmerkende lage dorpse bebouwing.

De Bellamybuurt is een buurt in Amsterdam-West (tussen 1990 en 2010 Stadsdeel Oud-West). De buurt is vernoemd naar de Bellamystraat en het Bellamyplein, die vernoemd zijn naar de Nederlandse dichter Jacobus Bellamy (1757 – 1786).
De Bellamybuurt is de driehoek die wordt begrensd door de Kinkerstraat, Bilderdijkgracht en Kostverlorenvaart.
De buurt behoorde tot de annexatie door Amsterdam in 1896 tot de gemeente Nieuwer-Amstel en lag gedeeltelijk in de Stads- en Godshuispolder. Het oorspronkelijke dorpse karakter is nog steeds goed te herkennen te midden van de omliggende buurten die rond 1900 zijn gebouwd. Een deel van de straten (met name de Bellamystraat; voorheen Tuinpad) ligt nog steeds op het lagere polderniveau dan de opgehoogde straten van de omgeving. De oorspronkelijke polderverkaveling is nog steeds duidelijk zichtbaar in de woningvoorraad (relatief veel laagbouw), de voortuinen en het stratenpatroon.
Naast de Bellamystraat zijn er nog enkele straten die hun oorsprong te vinden uit de tijd van voor 1896: de Bellamydwarsstraat, Jan Hanzenstraat en Wenslauerstraat.

## Geschiedenis

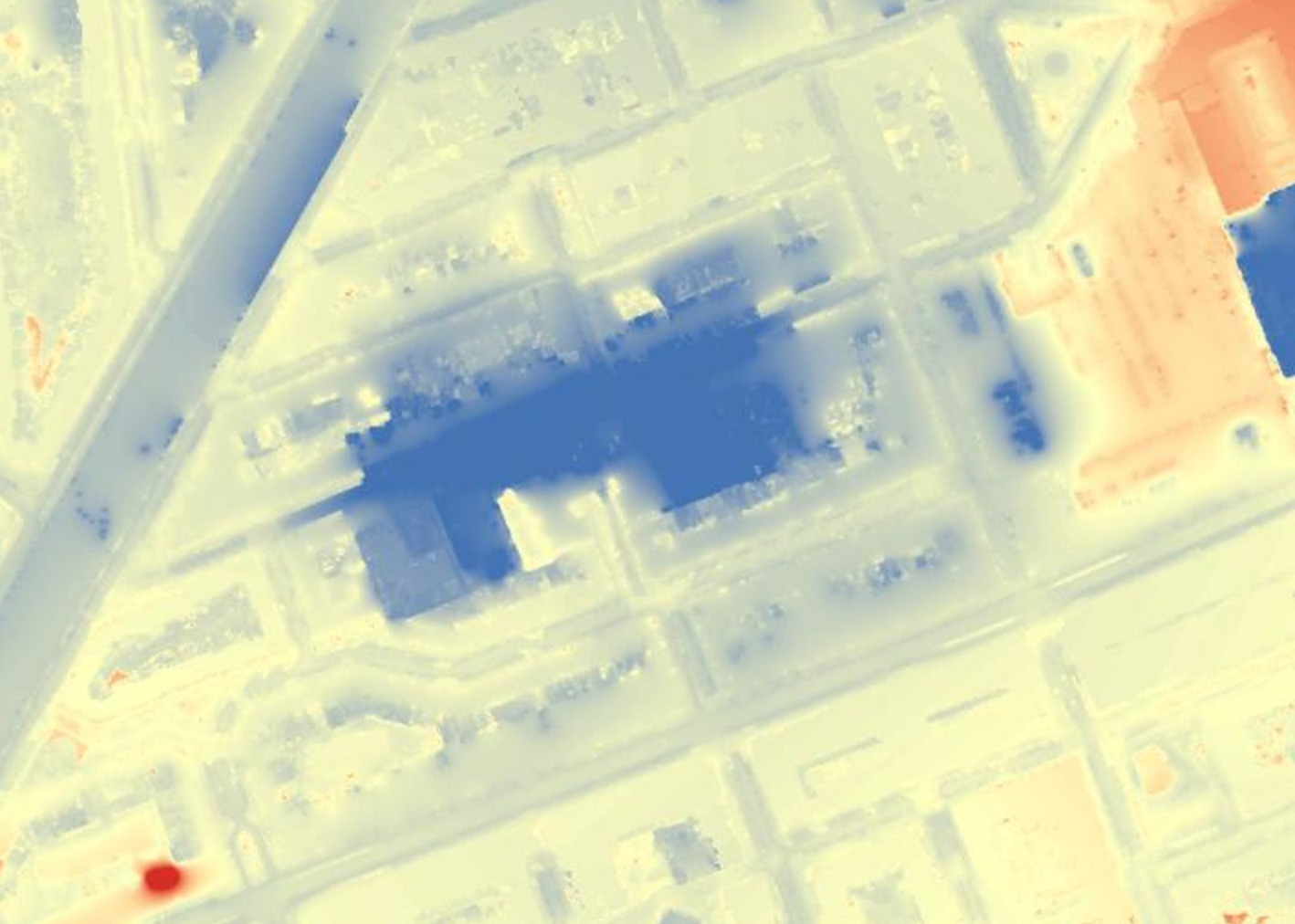
Afwijking ten opzichte van NAP in de Bellamybuurt. Blauw is lager, rood is hoger

De Bellamybuurt is ontstaan uit een buurtschap die zich vanaf de 16e eeuw in een uithoek van het ambacht Nieuwer Amstel had ontwikkeld. Het veenweidegebied werd vanaf 1636 door de grootgrondbezitters ingepolderd en bemalen.
In de periode rond 1720-1730 werden in dit buurtje door één eigenaar ruim 20 stukken land verkocht om er tuinen op aan te leggen en speelhuizen en buitenverblijven op te bouwen. De rest van de polder bleef voornamelijk bestaan uit weilanden en moestuinen o.a. voor het Amsterdams weeshuis.
Aan de Kostverlorenvaart ontstond de eerste kleinschalige industrie met de vestiging van diamantslijperijen, leerlooierijen, een ijzergieterij en houtzaagmolens. Maar ook andere bedrijven vestigden zich in de buurt zoals textiel, brood-, beschuit-, en cacaofabrikanten.
Rond 1870 was de Bellamybuurt een bedrijvig gebied met een bonte bevolking, bestaande uit kooplieden, winkeliers en kleine ambachtslieden, zoals leerlooiers, timmerlieden en leidekkers. Het gebied werd doorkruist met een stelsel van paden en sloten. Met de groei van de stad Amsterdam nam ook de behoefte aan woningen toe. Was er tot 1850 weinig bebouwing, daarna beginnen de straten langzaam vorm te krijgen. In 1896 volgde annexatie door Amsterdam.
Aan de Bellamystraat 376-378 bevindt zich het Bellamy Buurtmuseum met informatie over (de geschiedenis van) de buurt.